# The Do-Over
The Do-Over (Los doble-vida, en Hispanoamérica) es una película estadounidense de comedia del 2016, exclusiva para la plataforma Netflix, dirigida por Steven Brill y protagonizada por Adam Sandler y David Spade. El guion fue escrito por Kevin Barnett y Chris Pappas. La película es la segunda en el contrato de cuatro películas de Adam  Sandler con Netflix.

## Sinopsis
Charlie McMillan (David Spade) es el gerente bancario de un supermercado infelizmente casado que se reúne con su viejo colega de la escuela secundaria y agente del FBI Max Kessler (Adam Sandler) en una reunión de la escuela secundaria. Pasan un fin de semana en un yate alquilado por Max, lo que hace que Charlie se sienta joven de nuevo.
Sin embargo, Max hace explotar el yate y finge su muerte. Cuando Charlie recupera el conocimiento, Max explica que ahora ambos pueden comenzar vidas nuevas y mejores. Le confiesa que no era de la FBI, sino forense, lo que le permitió usar dos cadáveres no reclamados en lugar de ellos cuando hizo estallar el yate. Aunque inicialmente consternado, Charlie no tiene motivos para volver a su antigua vida. Le dan la nueva identidad del doctor Ronald P. Fishman, y Max adquiere el nuevo nombre de Butch Ryder. Max le dice a Charlie que encontró una llave en el recto de Butch, y Charlie, como gerente del banco, descubre que pertenece a una caja de seguridad en Puerto Rico.
Se mudan a Puerto Rico y tienen acceso a la caja de seguridad de Butch. La caja contiene dinero y las llaves de un escondite de mansión secreta. El dúo se entera de que el fallecido Ronald se casó, después de ver una foto de su esposa en la tableta de Butch. Max y Charlie son atacados por un grupo de asesinos, liderados por un sicario llamado "The Gymnast" (Torsten Voges). Se las arreglan para escapar, y Max revela que mintió sobre ser forense, es un consejero. Quería ser un oficial de policía, pero no tuvo éxito debido a que no aprobó su examen psicológico.
Regresan a los Estados Unidos, y encuentran a la viuda de Ronald, Heather (Paula Patton). Max y Charlie le explican que Ronald fue asesinado, e infieren que Butch enredó a Ronald en actividades delictivas. Heather les informa que el estudio de Ronald se inició recientemente.
El trío se dirige a un bar de motociclistas donde solían reunirse Ronald y Butch. En el bar, se enteran de que Butch tuvo cáncer en etapa 4. Ronald había desarrollado un tratamiento contra el cáncer "mágico" y comenzaron a realizar ensayos clínicos secretos, no aprobados por la FDA. Cuando el socio de Ronald Arthur "Shecky" Sheck retiró los fondos, Butch comenzó a robar bancos. Pero también aprendieron, para su disgusto, que Ronald y Butch estaban teniendo una historia de amor.
El grupo se dirige a la casa de Shecky (Matt Walsh), quien revela que le robaron su computadora portátil y su teléfono celular. El trío se va y deduce que los hombres que trataron de matarlos querían la fórmula de tratamiento del cáncer e irrumpieron en las casas de Heather y Shecky para intentar encontrarla.
Charlie dice que deberían entregar la fórmula cuando la encuentren, ante la protesta de Max. Charlie descubre que Max era uno de los pacientes con cáncer de Ronald. También se entera de que Max tiene un hijo pequeño con su esposa, Becca (Kathryn Hahn), y se da cuenta de que Max ha estado tratando de recuperar la cura para salvar su propia vida todo el tiempo.
Max regresa a la casa de Shecky, pensando que está reteniendo la cura. Shecky ha sido mortalmente herido por un disparo, pero revela que los asesinos fueron contratados por Trojgaard, la compañía de quimioterapia más grande del mundo, para robar la cura y poder enterrarla. Shecky luego muere y la gimnasta aparece para tomar como rehén a Max.
Mientras tanto, Charlie se da cuenta de que la cura de Ronald se ha disfrazado como una aplicación de Jenga en la tableta de Butch. Intenta llamar a Max, pero la gimnasta destruye el teléfono celular de Max. Luego, Heather llega a la casa de Shecky y le revela a Max que no solo aceptó una fortuna de Trojgaard para enterrar la droga, sino que ella fue quien mató a Ronald y Butch.
Charlie llama a Heather quien le dice que Max mató a Shecky. Charlie ve a través de su mentira y viene a rescatar a Max. Heather logra apuntar con un arma a Charlie, pero Max escapa de la gimnasta y la noquea. Heather se recupera, pero Becca aparece y la golpea inconsciente. Llega la policía, lo que provoca que la tableta sea arrojada accidentalmente al agua.
La tableta sufre daños irreparables, pero Charlie respaldó la fórmula en una unidad flash USB, que ocultó en su cuerpo. El dúo es indultado por sus crímenes cuando ofrecen el tratamiento contra el cáncer como moneda de cambio.
Charlie, Max, la esposa de Max, Becca, su hijo y su madre regresan a la casa en Puerto Rico después de que Max se cura.  La madre de Max hace bromas sobre su propio cuerpo, en compañía de Jorge. En la última escena, Max y Charlie saltan desde un acantilado en el océano, una hazaña que Charlie pensó que nunca sería lo suficientemente valiente como para hacer.

## Reparto
- Adam Sandler como Max Kessler.[1]
- David Spade como Charlie.[1]
- Paula Patton como Heather.[1]
- Nick Swardson como Bob.
- Luis Guzmán como Jorge.
- Kathryn Hahn como Dawn.[2]
- Jared Sandler como DJ.[3]
- Renée Taylor como la señora Kessler.[4]
- Torsten Voges como el gimnasta.[5]
- Marisol Corrae como la jefa del Club Hispano.[6]
- Scott Christopher Kelly como Runion Dancer.
- Timothy Douglas Pérez como Grunge el Tatuador.

## Producción
La fotografía principal comenzó en Savannah, Georgia (Estados Unidos) el 7 de julio del 2015, y terminó el 21 de agosto del mismo año.